# Шевченко, Фаина Васильевна
Фаи́на Васи́льевна Шевче́нко (5 (17) апреля 1893, Воронеж — 10 мая 1971, Москва) — русская и советская актриса театра и кино. Народная артистка СССР (1948). Лауреат двух Сталинских премий (1943, 1946).

## Биография
Родилась 5 (17) апреля 1893 года (по другим источникам — 5 апреля 1892) в Воронеже.
Окончив гимназию, с 1909 года работала в Московском Художественном театре (МХТ), не являясь актрисой; в 1911 году поступила в школу театра и по окончании её, в 1914 году, была принята в труппу МХТ, где служила по 1959 год.
Блистательно владела русской речью, обладала глубоким, богатым по тембру голосом. Её выигрышные внешние данные способствовали успеху актрисы в хара́ктерных ролях. Сценическим образам актрисы присущи сочность, колоритность, живописность, бытовая достоверность.
Была натурщицей для картины Б. М. Кустодиева «Красавица» (1915).
Умерла 10 мая 1971 года в Москве. Похоронена на Введенском кладбище (участок № 29).

### Семья
- Сестра — Вера Васильевна Макарова-Шевченко (13 августа 1892 — 6 декабря 1965), артистка драмы и оперы, солистка Большого театра (1918—1941), камерная певица (меццо-сопрано), исполнительница романсов и народных песен. Заслуженная артистка РСФСР (1933).
- Брат — Василий Васильевич Лонский (Шевченко), театральный режиссёр.
- Муж — Александр Михайлович Хмара (1894—1987), актёр[8].
  - Дочь — Фаина Александровна Хмара (род. в 1921). Её муж — Дмитрий Васильевич Сеземан (1922—2010), писатель, переводчик; сын Антонины Николаевны Насоновой и В.Э.Сеземана[9].
    - Внучка — Екатерина[10]

## Звания и награды
- Заслуженная артистка РСФСР (1928)
- Народная артистка РСФСР (03.05.1937)
- Народная артистка СССР (1948)
- Сталинская премия второй степени (1943) — за многолетние выдающиеся достижения в области искусства[11]
- Сталинская премия первой степени (1946) — за исполнение роли Глафиры Фирсовны в спектакле «Последняя жертва» А. Н. Островского
- Орден Ленина (26.10.1938) — в связи с 40-летием МХАТ СССР им. М. Горького
- Два ордена Трудового Красного Знамени (03.05.1937 — за выдающиеся заслуги в деле развития русского театрального искусства, 1948)
- Медаль «За оборону Кавказа» (1945)
- Медаль «За доблестный труд в Великой Отечественной войне 1941—1945 гг.» (1946)
- Медаль «В память 800-летия Москвы» (1948)

## Творчество

### Роли в театре
- 1914 — «Смерть Пазухина» М. Е. Салтыкова-Щедрина — Настасья Ивановна Фурначёва
- 1916 — «На дне» М. Горького — Василиса
- 1918 — «Иванов» А. П. Чехова — Марфа Егоровна Бабакина
- 1920 — «На всякого мудреца довольно простоты» А. Н. Островского — Клеопатра Львовна Мамаева
- 1924 — «Царь Фёдор Иоаннович» А. К. Толстого — царица Ирина Фёдоровна
- 1925 — «Пугачёвщина» К. А. Тренёва — Стеха
- 1926 — «Горячее сердце» А. Н. Островского — Матрёна Харитоновна Курослепова
- 1928 — «Унтиловск» Л. М. Леонова — Васка
- 1929 — «Безумный день, или Женитьба Фигаро» П. Бомарше — Марселина
- 1930 — «Отелло» Шекспира — Эмилия
- 1932 — «Мёртвые души» по Н. В. Гоголю — Анна Григорьевна, дама приятная во всез отношениях
- 1933 — «Дядюшкин сон» по Ф. М. Достоевскому — Марья Александровна Москалёва
- 1934 — «Егор Булычев и другие» М. Горького — Меланья
- 1934 — «Гроза» А. Н. Островского — Марфа Игнатьевна Кабанова
- 1936 — «Любовь Яровая» К. А. Тренёва — Дунька
- 1938 — «Достигаев и другие» М. Горького — Меланья
- 1938 — «Горе от ума» А. С. Грибоедова — Хлёстова
- 1944 — «Последняя жертва» А. Н. Островского — Глафира Фирсовна
- 1948 — «Лес» А. Н. Островского — Раиса Павловна Гурмыжская
- 1951 — «Плоды просвещения» Л. Н. Толстого — Марья Васильевна Толбухина
- 1957 — «Золотая карета» Л. М. Леонова — Табун-Турковская

### Роли в кино
- 1915 — Братья Карамазовы — Грушенька
- 1918 — Царевич Алексей — Ефросинья
- 1920 — Дети учат стариков — Анна
- 1946 — Давид Гурамишвили — императрица Анна Иоанновна
- 1952 — Композитор Глинка — жена Карла Ивановича
- 1952 — На дне (фильм-спектакль) — Василиса
- 1959 — Произведение искусства (короткометражный) — Смирнова, хозяйка магазина

### Озвучивание мультфильмов
- 1943 — Сказка о царе Салтане — повариха
- 1949 — Гуси-лебеди — печка